# Нели Лишковска
Нели Лишковска е българска писателка.

## Биография
Родена е в София. Завършила е българска филология в Софийския университет „Св. Климент Охридски“ през 1995 г.

## Награди
- Поощрение в литературния конкурс „Златният ланец“ на в. „Труд“ – 2002;
- Награди АРГУС за българска фантастика – 2002;
- Първа награда (от името на Съюза на българските писатели) в Националния конкурс „Дора Габе“ – 2004[1];
- Първа награда в конкурса „Рашко Сугарев“ за най-добър публикуван през предходната година разказ – 2004[2];
- Конкурс на фондация „Елизабет Костова“ за български писатели – 2012.